# Silvio Cinquini

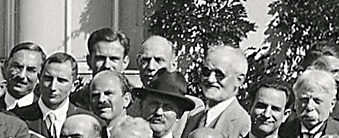
Silvio Cinquini (secondo a sinistra), Congresso internazionale dei matematici, Zurigo 1932

Silvio Cinquini (Pavia, 4 settembre 1906 – Pavia, 22 agosto 1998) è stato un matematico italiano.

## Biografia
Nel 1929 si laureò in matematica all'Università di Bologna. Dopo aver conseguito il diploma di perfezionamento in matematica alla Scuola Normale, comincia a insegnare all'Università di Pisa ed alla Scuola Normale. Nel 1938 si sposa con Maria Cibrario. Nel 1939 si trasferisce all'Università degli Studi di Pavia dove insegna Analisi matematica e dove rimarrà fino al 1976, anno del suo collocamento fuori ruolo. Dal 1957 al 1969 ha anche ricoperto la carica di Preside nella Facoltà di Scienze. Nel 1981 è stato nominato professore emerito.
Si interessò principalmente al calcolo delle variazioni e alle equazioni e sistemi differenziali a derivate parziali non lineari. Ha scritto circa 130 pubblicazioni scientifiche. Parte della sua raccolta libraria è stata donata alla Biblioteca della Scienza e della Tecnica. È stato inoltre membro di diverse accademie scientifiche.